# 18 Batalion Ochrony Pogranicza
Samodzielny Batalion Ochrony Pogranicza nr 18 – zlikwidowany samodzielny pododdział Wojsk Ochrony Pogranicza pełniący służbę na granicy polsko-niemieckiej.

## Formowanie i zmiany organizacyjne
Na podstawie rozkazu MON nr 055/org. z 20 marca 1948, na bazie Łużyckiego Oddziału WOP nr 1, sformowano 6 Brygadę Ochrony Pogranicza, a 4 komendę odcinka WOP przemianowano na batalion Ochrony Pogranicza nr 18 JW 1262 (Zarządzenie SzSG Nr 0039/Org. z 11 sierpnia 1948).
Rozkazem Ministra Obrony Narodowej nr 205/Org. z 4 grudnia 1948, z dniem 1 stycznia 1949, Wojska Ochrony Pogranicza podporządkowano Ministerstwu Bezpieczeństwa Publicznego. Zaopatrzenie batalionu przejęła Komenda Wojewódzka Milicji Obywatelskej.
1 stycznia 1951, na podstawie rozkazu MBP nr 043/org. z 3 czerwca 1950, na bazie 6 Brygady Ochrony Pogranicza, sformowano 8 Brygadę Wojsk Ochrony Pogranicza, a 18 batalion Ochrony Pogranicza przemianowano na 84 batalion WOP.

## Struktura organizacyjna
Dyslokacja batalionu przedstawiała się następująco :
- dowództwo 18 batalionu Ochrony Pogranicza – Zgorzelec
- 16 strażnica Ochrony Pogranicza – Radomierzyce
- 17 strażnica Ochrony Pogranicza – Zgorzelec
- 17a strażnica Ochrony Pogranicza – Koźlice
- 18 strażnica Ochrony Pogranicza – Żarka
- 18a strażnica Ochrony Pogranicza – Pieńsk
- 19 strażnica Ochrony Pogranicza – Bielawa Dolna
- 20 strażnica Ochrony Pogranicza – Sobolice.

## Dowódcy batalionu
- por./kpt. Ryszard Olejak (1949–1950)[8].